# Liste des seigneurs puis comtes de Fallais
Ceci est une liste des seigneurs puis comtes de Fallais, depuis 1044 jusqu'en 1795, terre située en Belgique, dans l'Est de la région wallonne.

## Histoire du titre
Ancienne possession de Wazon, prince-évêque de Liège, il concéda le domaine à Wauthier II, comte et sire de Beaufort, le 29 novembre 1044. En 1275, durant la guerre de la Vache, Richard II de Beaufort, et Ier de Fallais, la soumit à son autorité, elle fut une enclave brabançonne dans le liégeois]. Les seigneurs de Wezemaal eurent cette terre de 1373 à 1464, puis ce fut à la famille de Borsele-Polhaim jusqu'en 1501. Par héritage, elle échut à la Maison de Valois-Bourgogne : à Charles le Téméraire, puis à Baudouin de Bourgogne, fils bâtard de Philippe le Bon. 
La seigneurie devint un comté en 1614, quand Herman de Bourgogne fut élevé au rang de comte par Albert et Isabelle, qui gouvernaient les Pays-Bas espagnols et bourguignons. La même année, Marguerite, fille de Herman, épouse le comte Hugues de Noyelles, qui en devient le titulaire. Le comté fut vendu aux seigneurs de Gosée en 1688, légué à Charles-Joseph de Ponty en 1752, mort en 1759. Sa fille Marie-Constance-Augustine épouse Philippe-Emmanuel de Marotte de Montigny. Le titre est aboli à la suite de l'annexion de la région par la France en 1795, en raison de la loi du 19 juin 1790 sur les titres de noblesse ; néanmoins, les possessions de l'ancien comté appartenaient toujours à la famille de Marotte de Montigny.

## Seigneurs de Fallais

### Famille de Beaufort de Fallais (1044-1373)

#### Seigneurs d'apanage
| No | Nom      | Dates d'activité            | Notes | Armoiries |
| -- | -------- | --------------------------- | --- | --------- |
| 1  | Wauthier | fl. 29 novembre 1044 — 1066 | Fils de Wauthier Ier de Beaufort et d'Ermengarde de Limbourg, Wauthier II, avoué de Huy, reçut le fief de Fallais par le prince-évêque de Liège Wazon, « la veille de la St-André », selon Goethals. Il est encore cité dans une charte de la principauté de Liège en 1066.                                                                              |           |
| 2  | Fastré   | fl. 1096                    | Dernier fils et enfant de Wauthier II et de Hadewige de Los (dite aussi Hedwige de Looz), fille du comte Othon de Los et de Duras. Il fit le pèlerinage en Palestine de 1096, selon Goethals. |           |
| 3  | Lambert  | fl. 1096-1127               | Neveu de Fastré avec qui il alla en Palestine ; fils de Hugues de Beaufort et de Jutte de Cambrai. Il signe l'acte de fondation de l'abbaye de Ben (près de Beaufort) en 1127, avec ses frères Arnoud et Henri, selon Goethals. |           |
| 4  | Richard  | fl. 1207 — 13 octobre 1213  | Deuxième fils de Lambert de Beaufort et de la fille du comte de Chigny. Il est mentionné en 1207, dans une lettre de Hugues de Pierrepont, prince-évêque de Liège. Richard était déjà âgé quand il reçut le prince Henri le Guerroyeur, le 13 octobre 1213, à la suite de la défaite de la bataille de Steps ; il ne participa pas en raison de son âge. |           |
| 5  | Arnoul   | fl. 1259                    | Consent à l'érection de la chapelle de la Grande-Maladrie en 1259, avec Henri de Gueldre, prince-évêque de Liège. |           |

#### Seigneurs de fait
| No | Nom                           | Dates d'activité | Notes | Armoiries |
| -- | ----------------------------- | ---------------- | --- | --------- |
| 6  | Richard Ier (Rigal ou Rigaud) | fl. 1233 — 1276  | Fils d'Arnoul. Prit part à la guerre de la Vache, durant laquelle il mourut. Il se maria avec (1) Marie de Hamal, dite de Brialmont, puis avec (2) Mahéal de Fumal, et enfin (3) Brémande.                                                            |           |
| 7  | Richard II                    | fl. apr. 1276    | Fils de Richard Ier et de Marie de Hamal. |           |
| 8  | Jean Ier                      | fl. 1312         | Fils de Richard II, dont la date de mort est inconnue. Jean faisait partie des vassaux de Jean II de Brabant, qui mourut en 1312, et il était déjà seigneur.                                                                                          |           |
| 9  | Jean II                       | mort en 1373     | Fils de Jean Ier et de Hedwige de Beaufort, sa cousine, fille de Pierre de Beaufort, sire de Spontin. Il signe la paix des XXII le 1er mars 1373, puis meurt la même année. Son scel portait les armes de Beaufort, avec les coquillages des Spontin. |           |

### Famille de Wezemaal (1373-1464)
| No | Nom      | Dates d'activité | Notes | Armoiries |
| -- | -------- | ---------------- | --- | --------- |
| 10 | Jean III | fl. 1373         | Neveu de Jean II de Beaufort de Fallais, fils de sa sœur Jeanne et de Guillaume, baron de Wezemaal ; il y eut plusieurs litiges financiers avec sa tante, Félicité d'Oupeye. |           |
| 11 | Jean IV  | mort en 1464     | Fils unique de Jean III et de Jeanne de Beaufremont. Mort sans enfants. |           |

### Famille de Borsele-Polhaim (1464-1501)
| No | Nom                   | Dates de règne | Notes |
| -- | --------------------- | -------------- | --- |
| 12 | Volfrad (ou Wolfgang) | 1464 — 1501    | Jean IV de Fallais avait fait de Charles le Téméraire son héritier, mais celui-ci donna cette seigneurie à Volfrad. |

### Famille de Bourgogne (1501-1614)
| No | Nom                                   | Dates de règne             | Notes | Armoiries |
| --- | ------------------------------------- | -------------------------- | --- | --------- |
| 13 | Baudouin (v. 1445-1508)               | 26 janvier 1501 — mai 1508 | Baudouin de Bourgogne, fils naturel de Philippe le Bon, duc de Bourgogne, reçoit cette seigneurie de Maximilien Ier du Saint-Empire, qui l'avait reçue lui-même de Volfrad de Borsele-Polhaim. |           |
| 14 | Philippe (av. 1508-1er novembre 1542) | 1509 — 1er novembre 1542   | Fils légitime du précédent, avec Marie Manuel de la Cerda. Il meurt sans alliance ni postérité.                                                                                                |           |
| 15 | Jacques (1520-1557)                   | 1er novembre 1542 — 1557   | Neveu de Philippe, fils de Charles (Ier) et de Marguerite de Werchin. Correspondant notable de Jean Calvin dès 1543, il fut le premier à adopter la R.P.R.                                     |           |
| Son frère Charles (II) ne devint seigneur de Fallais qu'après une donation de Philippe II d'Espagne, effectuée le 9 août 1559. Jacques ayant gagné un procès contre ses frères, sur le partage de l'héritage de leur père, en 1544, c'est le bailli Hugues Le Vos, en poste dès le 12 juillet 1554, qui s'occupe de la gestion du domaine. |                                       |                            | |           |
| 16 | Charles (II) (av. 1538-1581)          | 9 août 1559 — 1581         | Frère du précédent. |           |
| 17 | Herman (v. 1566-16 juin 1626)         | 1581 — 8 février 1614      | Fils du précédent, avec Jeanne de Pallant de Culembourg. Devient comte de Fallais le 8 février 1614.                                                                                           |           |

## Comtes de Fallais

### Famille de Bourgogne (1614-1657)
| No | Nom                            | Dates de règne                | Notes | Armoiries |
| --- | ------------------------------ | ----------------------------- | --- | --------- |
| 17 | Herman (v. 1566-16 juin 1626)  | 8 février 1614 — 16 juin 1626 | Devient comte de Fallais le 8 février 1614. Il est connu pour son érudition, ses poèmes, et la bonne législation de son domaine.                                                         |           |
| Iolande de Longueval (morte en 1648) et Herman de Bourgogne, dont elle fut la veuve, s'étaient donné le droit mutuel, à l'époux ou à l'épouse survivante, du partage des bien entre leurs enfants. Le comté de Fallais alla à Marguerite, mais il fallut attendre la mort d'Iolande avant qu'elle puisse entrer en possession de ses biens. |                                |                               | |           |
| 18 | Marguerite (av. 1598-ap. 1657) | 29 novembre 1648 — 1657       | Fille du précédent, avec Iolande de Longueval (morte en 1548). Elle épouse Hugues de Noyelles, et règne avec son conjoint jusqu'à ce que leur fils Eugène-Ignace se désigne comme comte. |           |

### Famille de Noyelles (1614-1688)
| No | Nom                                 | Dates de règne                  | Notes |
| -- | ----------------------------------- | ------------------------------- | --- |
| 19 | Hugues (10 mai 1577-8 avril 1650)   | 29 novembre 1648 — 8 avril 1650 | Fils de Paul de Noyelles. Hugues était capitaine d'une infanterie au service de l'Espagne ; en premières noces, il avait épousé Marguerite de Berghes-Saint-Winnoc, morte le 20 octobre 1619. |
| 20 | Eugène-Ignace (v. 1621-7 juin 1694) | 1657 — 1688                     | Relève le titre de comte en 1657, du vivant de Marguerite de Bourgogne. En 1644 et 1681, le comté est hypothéqué par les créanciers, en raison de difficultés financières, Eugène vendit quelques lopins. Les enfants de Noyelles et le prince-évêque de Liège tentent de sauver le comté, mais la vente fut autorisée dès le 9 avril 1687, et le comté fut vendu le 28 janvier 1688. |

### Famille de Gosée (1688-1752)
Par un faux acte de donation signé de 1686 (soit avant la vente), Eugène-Ignace de Noyelles, avec la complicité de Maximilien-Henri de Bavière, cède le comté à son fils Jacques-Louis (av. 1674-21 avril 1708), qui continue d'exercer tous ses droits de propriétaire, jusqu'en avril 1693.
| No | Nom                                                   | Dates de règne                           | Notes |
| -- | ----------------------------------------------------- | ---------------------------------------- | --- |
| 21 | Jean-Claude-Christophe (5 novembre 1662-24 mars 1727) | (de jure) 28 janvier 1688 — 24 mars 1727 | Fils posthume de Jean de Gosée, baron de Haneffe, et de Marie-Josèphe de Maillart.                                                                                               |
| 22 | Marie-Joseph-Godefroi (30 juin 1686-18 février 1752)  | 24 mars 1727 — 18 février 1752           | Fils du précédent, avec Jeanne-Isidore-Walrade de Cartils, chanoinesse de Moustier. Lègue ses terres par testament, signé du 20 août 1751, à son parent Charles-Joseph de Ponty. |

### Famille de Ponty (1752-1794)
| No | Nom                                                       | Dates de règne                  | Notes |
| -- | --------------------------------------------------------- | ------------------------------- | --- |
| 23 | Charles-Joseph (10 janvier 1705-24 avril 1759)            | 18 février 1752 — 24 avril 1759 | Parent du précédent : petit-fils de Jean-Philippe (Ier) de Ponty et de Thérèse de Gosée, et fils de Jean-Philippe (II) de Ponty et de Marie-Françoise de Salmier de Hosden. Le 12 décembre 1753, l'impératrice Marie-Thérèse signe des lettres patentes pour qu'il puisse transmettre le titre de comte à ses héritiers des deux sexes. |
| 24 | François-Marie-Philippe (ap. 12 janvier 1744-22 mai 1784) | 24 avril 1759 — 22 mai 1784     | Fils du précédent, avec Marie-Alexandrine-Bernardine-Justine de Liedekercke (mariés le 12 janvier 1744). Mort sans postérité. Inconsidéré comme comte par Goethals, au profit de son premier beau-frère et de son neveu (cf. infra). |
| 25 | Marie-Contance-Augustine (9 avril 1570-6 février 1797)    | 22 mai 1784 — 1794              | Sœur du précédent. Inconsidérée comme comtesse par Goethals, au profit de son premier époux et de son fils (cf. infra). |

### Famille de Marotte de Montigny (1759-1794)
| No     | Nom                                            | Dates de règne | Notes |
| ------ | ---------------------------------------------- | -------------- | --- |
| 24 bis | Philippe-Emmanuel (1734-1780)                  | 1759 — 1780    | Beau-fils de Charles-Joseph de Ponty. |
| 25 bis | Hyacinthe-Ferdinand-Marie-Philippe (1779-1857) | 1780 — 1794    | Fils du précédent. Dernier comte de Fallais selon Goethals : il perd ses terres quand le territoire fait partie du département de l'Ourthe, en raison de la loi du 19 juin 1790 sur les titres de noblesse. |